# 神明社 (所沢市中富)
神明社（しんめいしゃ）は、埼玉県所沢市中富にある神社。 通称「富（とめ）の神明様」として親しまれている。 同市中心街にある神明社については所澤神明社を参照。

## 祭神
- 天照太御神
- 倉稲魂命
- 誉田別命（応神天皇）
- 大山祇命
- 木花開耶姫命
- 進雄命（スサノオノミコト）

## 由緒
元禄9年（1696年）に柳沢吉保（当時川越藩主）が三富新田として上富・中富・下富村を開村した際、一寺一社の制に基づき開拓農家の檀家寺として上富に多福寺を、また中富に祈願所・鎮守の宮として毘沙門社（・多聞院）を創建した。
後に近隣地域より神明社を含む後述の「合祀七神社」を正式に勧請し、1869年（明治2年）の神仏分離令によって西側の境内は当神社として、また東側は寺院（多聞院）としてそれぞれ独立し、今日に至っている。
また1928年（昭和3年）3月に埼玉県史蹟保存として三富開拓遺跡に指定されている。

## 合祀七神社
- 1907年（明治40年）5月11日合祀
  - 無格社 神明社 （現 八雲神社）

- 1912年（明治45年）3月22日 合祀
  - 村社 八幡神社　大字北岩岡字横松
  - 無格社 八幡神社　大字北向 （現 八雲神社）
  - 無格社 八幡神社　大字八幡北
  - 村社 稲荷神社　大字所沢字稲荷窪
  - 村社 稲荷神社　大字神米金字稲荷木
    - 同境内社山神社（現 八雲神社）

## 境内社
- 天神社

甘藷乃神（いものかみ）

- いも神社（甘藷乃神（いものかみ）として吉田弥右衛門と青木昆陽を祀る）

また、この場所は神仏分離以前の創建当時には元々同一境内であった東側の多聞院・毘沙門堂との境の垣根が今日でも低く、例えば毎年初詣の参拝客などは境内社を順に巡りそのまま社寺両方に参拝する人の流れが自然と形成されている。

## 祭事
- 歳旦祭 初詣・中祭 （1月1日） - 地元上富囃子保存会による獅子舞などが奉納される。
- 大祭　祈年祭・兼 春祭 （4月15日）
- 例祭 （10月9日）
- 新嘗祭（勤労感謝祭）兼 秋祭 （11月23日）
- 大祓 （12月31日）
- 小祭 （毎月15日）

ほか七五三詣など

## 参考資料
公式発行物
- 『三富・富岡総鎮守 神明社―通称 富（とめ）の神明様』（A4横長四つ折リーフレット）
- 社報『富（とめ）の神明さま』